# Gravi de pugna
Gravi de pugna é uma carta forjada escrita em nome de Agostinho de Hipona que afirma que o lado moralmente superior é sempre superior na batalha e, portanto, que as guerras são provadas como guerras justas pelo seu sucesso militar. A carta foi amplamente aceita como autêntica e garantiu aos soldados que Deus estava do lado deles.

## Ideologia
“Você está preocupado se irá vencer na batalha: não quero que duvide... quando você estiver lutando, Deus olhará do céu e discernirá qual lado é justo e dará a vitória a esse lado”

Gravi de pugna, traduzido por David A. Lenihan.

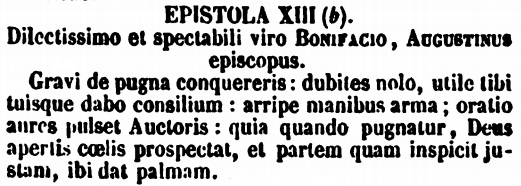
Gravi de pugna, Patrologia Latina 33

Gravi de pugna é mais conhecida por sua simples afirmação de que Deus garantirá que o lado moralmente superior vencerá as batalhas militares, e inversamente, que a própria vitória valida o uso da força como legítimo. Udo Heyn afirma que essa era uma noção germânica, e Phillip Wynn relata que era há muito tempo acreditada na antiguidade pagã na época desta carta. Essa compreensão foi, de fato, totalmente rejeitada por Agostinho. Kelly DeVries considera a teologia de Gravi de pugna superficial e considera que levanta problemas de teodiceia e legitimidade assim que o primeiro exército cristão perde.
Gravi também pede oração pela vitória antes da batalha, o que também foi rejeitado por Agostinho, que considerou tais orações inadequadas.

## História
Escrita no século V, Gravi de Pugna foi amplamente aceita como autêntica desde a sua introdução até a era medieval. Tornou-se o texto mais frequentemente citado sobre guerra santa nesse período. Foi invocado para justificar inúmeras guerras, incluindo por Hincmardo de Reims, Rábano Mauro, Sedúlio Escoto, Ivo de Chartres e Bernardo de Claraval. Também foi recitado no Cerco de Lisboa (1147) d.C. Gravi imbuiu os cruzados da confiança de que Deus estava do seu lado, sufocando todas as preocupações morais e levando a comportamentos que não seguiam as regras de guerra aceitas na época.
A obra perdeu influência com o Renascimento do século XII, que desenvolveu jurisprudência e raciocínio moral mais sofisticados. Ao mesmo tempo, as próprias opiniões de Agostinho sobre guerras justas, que eram amplamente desconhecidas, foram estudadas pelos decretistas e, por meio deles, também por Tomás de Aquino. A autenticidade de Gravi de Pugna não foi rejeitada de forma conclusiva até Erasmo. Embora seja considerado pelos estudiosos contemporâneos como "obviamente não agostiniano", é amplamente reconhecido hoje que Gravi de Pugna influenciou incorretamente estudiosos das visões de Agostinho sobre a guerra, mesmo nos tempos modernos.

## Edições publicadas
- Migne, Jacques Paul (ed.). «Epistle 13 (b)». Patrologia Latina 🔗 (PDF). 33. [S.l.: s.n.] Dilectissimo et spectabili viro Bonifacio, Augustinus episcopus. Gravi de pugna conquereris: dubites nolo, utile tibi tuisque dabo consilium: arripe manibus arma; oratio aures pulset Auctoris: quia quando pugnatur, Deus apertis cœlis prospectat, et partem quam inspicit justam, ibi dat palmam.